# Waterworks!
Waterworks! (Sistemas Hídricos) é um jogo eletrônico de estratégia de um jogador para navegadores web desenvolvido pelo programador polonês Mateusz "Scriptwelder" Sokalszczuk, em cooperação com a Universidade de Gdańsk e com financiamento do Ministério da Ciência e Ensino Superior da Polônia, que se concentra na gestão dos sistemas de água da cidade polonesa de Grudziądz durante a Idade Média.

## Jogabilidade
Waterworks! utiliza um sistema de construção de baralhos, com o jogador utilizando uma série de cartas para desenvolver e gerenciar os sistemas de abastecimento de água de Grudziądz, na Polônia, durante um período da Idade Média, no jogo começando entre o século XIII e terminando por volta do século XIX. À medida que o jogo avança, os sistemas de água construídos tornam-se mais complicados de manter devido aos gastos, influências de governos e por causa do rápido crescimento da população. O aumento da dificuldade na jogabilidade que o jogador enfrenta é semelhante com a história da própria cidade de Grudziądz na vida real, que teve de melhorar o seu sistema de abastecimento de água à medida que a sua população expandia, isso é refletido dentro do jogo através de cutscenes, que narram o desenvolvimento da cidade.

## Desenvolvimento
Waterworks! foi inicialmente concebido pelo arqueólogo e historiador Wacław Kulczykowski, da Faculdade de História da Universidade de Gdańsk, que estava escrevendo uma tese sobre os sistemas hídricos medievais da cidade de Grudziądz, localizada no Rio Vístula no norte da Polônia. O jogo foi desenvolvido pelo programador Mateusz Sokalszczuk, também conhecido na internet como "Scriptwelder", junto com o financiamento do Ministério da Ciência e Ensino Superior do governo polonês. O desenvolvimento do jogo levou cerca de um ano para ser concluído e foi publicado gratuitamente em 2020 pela Armor Games e itch.io. Após o lançamento do jogo, foi lançado uma atualização que corrigiu várias falhas que afetavam a experiência do jogo.
Wacław Kulczykowski e Mateusz Sokalszczuk já colaboraram previamente em 2015 no desenvolvimento de Excavate!, um jogo baseado nas escavações de um destruído cemitério evangélico na vila de Nowe Monasterzysko, na Comuna de Młynary, Polônia.

## Recepção
Waterworks! foi recebido positivamente pela crítica. PC Gamer, em sua análise, descreveu-o como "um jogo de estratégia de gerenciamento de recursos grandiosamente projetado" e elogiou a sua mecânica de cartas.